# (3791) Marci
(3791) Marci (1981 WV1) – planetoida z pasa głównego asteroid okrążająca Słońce w ciągu 4,9 lat w średniej odległości 2,88 j.a. Odkrył ją Antonín Mrkos 17 listopada 1981 roku.